# Mikałaj Białou
Mikałaj Adamawicz Białou (biał. Мікалай Адамавіч Бялоў, ros. Николай Адамович Белов, Nikołaj Adamowicz Biełow; ur. 15 października 1947 w Podłużu w rejonie hłuskim) – białoruski polityk i działacz partyjny, deputowany do Rady Najwyższej Republiki Białorusi XIII kadencji, w latach 1996–2000 deputowany do Izby Reprezentantów Zgromadzenia Narodowego Republiki Białorusi I kadencji.

## Życiorys

### Młodość i praca
Urodził się 15 października 1947 roku we wsi Podłuże, w rejonie hłuskim obwodu bobrujskiego Białoruskiej SRR, ZSRR. W 1972 roku ukończył studia na Wydziale Prawa Białoruskiego Uniwersytetu Państwowego im. Lenina, w 1980 roku – Mińską Wyższą Szkołę Partyjną. W latach 1971–1976 pracował jako instruktor w Wydziale Organizacyjnym Witebskiego Komitetu Obwodowego Komunistycznej Partii Białorusi (KPB) i Witebskiego Komitetu Miejskiego KPB. W latach 1976–1987 był zastępcą przewodniczącego, przewodniczącym Kastrycznickiego Rejonowego Komitetu Wykonawczego miasta Witebska. W latach 1987–1990 pełnił funkcję I sekretarza Kastrycznickiego Komitetu Rejonowego KPB miasta Witebska. W latach 1991–1994 pracował jako kierownik Witebskiego Biura Obwodowego Funduszu Osłon Socjalnych. W latach 1994–1996 był kierownikiem Zarządu Głównego Służby Kontroli Prezydenta Republiki Białorusi w obwodzie witebskim. W 1995 roku prezydenckim dekretem został mianowany na stanowisko prezesa spółki akcyjnej Mińska Międzybankowa Spółka Walutowa, jednak odmówił jego przyjęcia. Od 1996 roku ponownie pełnił funkcję kierownika Witebskiego Biura Obwodowego Funduszu Osłon Socjalnych.

### Działalność parlamentarna
W 1995 roku Mikałaj Białou kandydował w wyborach do Rady Najwyższej Republiki Białorusi XIII kadencji. W pierwszej turze uzupełniających wyborów parlamentarnych 29 listopada 1995 roku został wybrany na deputowanego do Rady Najwyższej z Witebskiego-Wschodniego Okręgu Wyborczego Nr 64. 19 grudnia 1995 roku został zarejestrowany przez centralną komisję wyborczą, a 9 stycznia 1996 roku zaprzysiężony na deputowanego. Od 23 stycznia pełnił w Radzie Najwyższej funkcję członka Stałej Komisji ds. Międzynarodowych (później Stała Komisja ds. Międzynarodowych i stosunków z WNP). Był bezpartyjny. Poparł dokonaną przez prezydenta Alaksandra Łukaszenkę kontrowersyjną i częściowo nieuznaną międzynarodowo zmianę konstytucji. 27 listopada 1996 roku przestał uczestniczyć w pracach Rady Najwyższej i wszedł w skład utworzonej przez prezydenta Izby Reprezentantów Zgromadzenia Narodowego Republiki Białorusi I kadencji. Zgodnie z Konstytucją Białorusi z 1994 roku jego mandat deputowanego do Rady Najwyższej zakończył się 9 stycznia 2001 roku; kolejne wybory do tego organu jednak nigdy się nie odbyły.

## Życie prywatne
Mikałaj Białou jest żonaty.